# DARPA
 (енгл. Defense Advanced Research Projects Agency) је агенција Министарства одбране САД одговорна за развој нових технологија за војску Сједињених Америчких Држава (САД). DARPA је учествовала у развоју технологија које су умногоме промениле свет, укључујући рачунарске мреже (ARPANET, који је прерастао у Интернет), основе Глобалног позиционог система (GPS), развој вештачке интелигенције (AI) и многе друге.

## Мисија
Тренутно, мисија агенције DARPA је дефинисана изјавом 'да направи кључна улагања у напредне технологије за националну сигурност.' 

## Историја
је основана 1958. године као одговор на лансирање Спутњика, првог сателита у орбиту Земље, од стране Совјетског Савеза (СССР). Оснивањем DARPAе САД су желеле да побољшају развој сопствене војне технологије. DARPA је независна од осталих војних истраживачких агенција.
Агенција се у почетку звала ARPA (енгл. Advanced Research Projects Agency) да би 23. марта 1972. године променила име у DARPA, затим 22. фебруара 1993. године назад у ARPA и, коначно опет у DARPA, 11. марта 1996. године.

## данас
данас има око 240 запослених и буџет од око 2,8 милијарди долара. Подељена је у 8 организационих јединица.

## Пројекти
Пројекти у DARPA су краткорични, развој траје обично 2 до 4 године и ради се у мањим тимовима. Од 1958. године DARPA је радила на развоју великог броја пројеката од којих су најзначајнији:
- ARPANET — рачунарска мрежа, претеча Интернета
- препознавање говора
- вестачка интелигенција (AI)
- Глобални позициони систем — GPS
- обрада сигнала
- системи виртуелне реалности
- тактички оклопи
- инфрацрвени сензори за потребе свемирског програма
- крстареће ракете
- снажни енергетски ласери за противваздушну одбрану
- субмикронска електроника (VLSI)
- аутоматско препознавање мета
- мрежне технологије
- микросателити